# Hesperochernes holsingeri
Hesperochernes holsingeri es una especie de arácnido  del orden Pseudoscorpionida de la familia Chernetidae.

## Distribución geográfica
Se encuentra en Indiana (Estados Unidos).